# Interstate H-1
Interstate H-1 är en väg, Interstate Highway, på ön Oahu, Hawaii. 